# 巣鴨バラエティ座
巣鴨バラエティ座（すがもバラエティざ）は、関東地方の独立UHF局にて放送されていた演芸番組。

## 概要
- 毎回、2組のお笑い芸人(主に寄席で活動)と2人の歌手が出演する。歌手は自分のお宝を披露する。
- オープニング曲はジッチャンズ（つくえ朗央・愛うえお・なすのもんた）の「ハッスルジッチャン」である。
- 製作・著作は京やプロダクション。

## 放送時間
- TOKYO MX - 2007年4月1日～7月26日 毎週日曜日22:30～23:00（最終回のみ木曜22:30～23:00）
- テレ玉 - 2007年4月7日～7月28日 毎週土曜日6:00～6:30
- チバテレビ - 2007年8月2日～11月8日 毎週木曜日8:30～9:00

## 司会
- 青空うれし
- 上月美香 (1981年生)